# Unione di Brest
L'Unione di Brest (in bielorusso: Брэсцкая унія, Берасьцейская унія, in ucraino: Берестейська унія, in polacco: Unia brzeska) fu una decisione del 1595-1596 della metropolia di Kiev-Halyč, diretta al passaggio dalla giurisdizione del Patriarcato di Costantinopoli alla giurisdizione del papa di Roma, anche per evitare di essere dipendenti dal nuovo patriarcato di Mosca e tutta la Russia, istituito il 17 gennaio 1589 dal patriarca Geremia II di Costantinopoli in esilio. Una prima forma di unione delle eparchie ortodosse con Roma era stata fatta ai tempi del metropolita Isidoro di Kiev in seguito al Concilio di Firenze del 1439, ma già il suo successore Gregorio era tornato con i vescovi e i fedeli all'ortodossia pochi anni dopo.

## Storia

Quadro religioso della Confederazione nel 1573. In viola i territori di fede calvinista, in bianco i cattolici, in azzurro quelli luterani e in verde quelli ortodossi

All'epoca, questa chiesa comprendeva gran parte degli ucraini e dei bielorussi, durante il dominio della Confederazione Polacco-Lituana sotto il re Sigismondo III. Dopo la partenza di Geremia II, i vertici della Chiesa di Kiev si unirono in sinodo nella città di Brėst e composero i 33 articoli dell'Unione, che furono accettati dal Pontefice romano. Questi articoli furono inviati e accettati dal papa, nel documento sottoscritto il 12 giugno 1595.
Inizialmente l'Unione ebbe successo, ma nei decenni successivi perse gran parte del sostegno iniziale a causa del mancato rispetto delle promesse fatte al momento dell'Unione, problemi sorsero nei territori bielorussi nell'Ottocento, in seguito al Sinodo di Polack, principalmente a causa della repressione dell'Impero russo, anche se nella Galizia austriaca la Chiesa sopravvisse e rimase forte nei secoli successivi, dando origine alla Chiesa greco-cattolica ucraina.
L'Unione fu proclamata solennemente e pubblicamente il 23 dicembre 1595 nella Sala di Costantino al Palazzo Apostolico. Comparvero dinanzi a papa Clemente VIII, che si rialzò dal letto in cui giaceva malato di podagra fino dal 13 dicembre, Adam Hipacy Pociej, eparca di Volodymyr-Brėst e Cyryl Terlecki, eparca di Luc'k e Ostrog, accompagnati dal canonico Eustachy Wollowicz di Vilnius (futuro vescovo locale dal 1616 al 1630), che lesse al Papa la lettera in ruteno dell'episcopato ruteno, datata 12 giugno 1595. Silvio Antoniano, maestro di Camera e segretario del Papa, che leggeva la traduzione latina delle lettere di unione, ringraziò l'episcopato ruteno a nome del Papa, ed espresse la sua gioia per il felice evento. In seguito Hipacy Pociej, eparca di Volodymyr-Brėst, lesse in latino la formula di abiura dello scisma greco a nome suo e dei vescovi ruteni, e Cyryl Terlecki, eparca di Luc'k e Ostrog, lo lesse in ruteno e poi furono apposte le firme. Papa Clemente VIII si rivolse quindi ai vescovi ruteni, esprimendo la propria gioia e promettendo ai ruteni il suo aiuto. Nello stesso giorno, fu pubblicata la bolla Magnus Dominus et laudabilis, che annunciava al mondo cattolico il ritorno dei ruteni all'unità della Chiesa cattolica. La bolla cita gli eventi che portarono all'unione, l'arrivo di Pociej e Terlecki a Roma, il 25 novembre, la loro abiura e la concessione ai ruteni del mantenimento del loro rito, salvo le tradizioni opposte alla dottrina cattolica e incompatibili con la comunione cattolica. Fu anche coniata una medaglia per commemorare l'evento, con l'iscrizione Ruthenis receptis.
Il 7 febbraio 1596 papa Clemente VIII inviò all'episcopato ruteno il breve Benedictus sit Pastor ille bonus, annunciando la convocazione di un sinodo in cui i vescovi ruteni avrebbero dovuto pronunciare la professione di fede cattolica. Tramite i succitati rappresentanti, che in marzo ritornavano in patria, furono inviate anche alcune lettere ai re, principi e magnati polacchi, esortandoli a prendere i ruteni sotto la loro protezione. Un'altra bolla, Decet Romanum pontificem, datata 23 febbraio 1596, definiva i diritti dell'episcopato ruteno e le loro relazioni nella soggezione alla Santa Sede.
Fu deciso di non includere il Filioque nel credo niceno, anche se il clero ruteno professava e insegnava la processione dello Spirito Santo dal Figlio (Gesù Cristo) e a prescindere da quanto comunque già concordato nel Concilio di Firenze. I vescovi chiesero anche di essere dispensati dall'obbligo di introdurre il calendario gregoriano, per evitare scontento e dissenso popolare, e insistettero sul conferimento della carica di senatore da parte del re.
Nel maggio del 1596 la Dieta fu riunita a Varsavia, nuova capitale del regno. Il 12 giugno re Sigismondo III ordinò la convocazione di un sinodo a Brėst in modo che l'8 ottobre si proclamasse solennemente l'unione. Il 21 agosto il metropolita Michal Rahoza convocò il sinodo per il 6 ottobre. Il 6 ottobre 1596, sei vescovi e altri membri del clero si riunirono con rappresentanti della Chiesa romana e del re polacco nella chiesa di San Nicola a Brėst. I due vescovi e il clero ortodosso che avevano rifiutato l'unione non furono invitati. Erano invece presenti due rappresentanti del Patriarcato di Costantinopoli, Niceforo, esarca o protosincello del patriarca Teofane I, e Cirillo Lucaris di Alessandria, delegato del Patriarca, con il voivoda di Kiev Konstanty Ostrogski contrario. Il 9 ottobre 1596 i vescovi si portarono in processione fino alla chiesa di San Nicola e dopo la liturgia l'arcieparca di Polack Herman Zahorski lesse la dichiarazione di consenso dell'unione con Roma del clero e dell'episcopato ruteno. Successivamente, tutti i partecipanti si trasferirono alla cattolica Marienkirche e celebrarono ancora una volta il Te Deum. Il 10 ottobre, i vescovi ortodossi, l'archimandrita e gli altri monaci che avevano rifiutato l'unione furono ufficialmente licenziati dai loro incarichi.
L'Unione fu fortemente sostenuta dal Re di Polonia e Granduca di Lituania, ma osteggiata da alcuni vescovi e importanti nobili della Rus', come dal nascente movimento cosacco per l'autogoverno ucraino, che però poi si divise. I Cosacchi Zaporoghi, sempre in lotta con i Tatari di Crimea, cercarono l'appoggio allo zar russo. Il risultato fu la guerra della "Rus' contro la Rus'", il Trattato di Perejaslav del 1654 e la guerra russo-polacca (1654-1667), che avrebbe portato a un indebolimento irreversibile della nazione polacco-lituana, con il distacco dell'Ucraina dalla Polonia e il predominio russo.
Nonostante l'Unione il clero latino continuò a diffidare del clero greco-cattolico, tanto che i vescovi ruteni furono soggetti ai vescovi latini, a cui dovevano rendere conto del proprio operato, le decime erano pagate a questi ultimi (che potevano girarne una parte ai greco-cattolici), si stabilì perfino che il clero greco-cattolico venisse formato nei seminari delle diocesi di rito latino. Non venne concesso al clero unito, nonostante le promesse e un esplicito decreto regio, di sedere al senato, nei sinodi comuni ai vescovi latini veniva riconosciuto un rango superiore, per cui l'ultimo vescovo ausiliare aveva la precedenza sul metropolita di rito bizantino.
Inoltre venti anni dopo, nel 1620, il patriarca di Gerusalemme Teofane III, di ritorno dal viaggio nella Russia, per conto del patriarca di Costantinopoli Timoteo II, ristabilì una metropolia di Kiev sotto la sua giurisdizione, di cui il primo metropolita fu Jov Borec'kyj, igumeno del monastero di San Michele, con altri vescovi, duplicando così la gerarchia con divisione dell'antica Chiesa della Rus' nella Chiesa greco-cattolica (o Chiesa russa uniate) e in quella greco-ortodossa.
Questo nuovo episcopato ortodosso non fu inizialmente riconosciuto dalle autorità della Confederazione; solo dal nuovo re Ladislao IV il 14 marzo 1633, quando il metropolita Pietro Mogila riuscì a ottenere il riconoscimento della Chiesa ortodossa ucraina da parte dello stato. Nel 1700, la Chiesa di Leopoli si unì alla Chiesa greco-cattolica e nel 1702 si unì l'eparchia di Luc'k e Ostrog, che completò la conversione delle diocesi ortodosse nella Confederazione polacco-lituana al cattolicesimo di rito bizantino. Nel 1720 fu tenuto un importante sinodo della Chiesa greco-cattolica che introdusse significative modifiche in campo liturgico sul modello della Messa latina (dall'introduzione del Filioque alle riforme stabilite dal Concilio di Trento), atto che provocò la resistenza di una parte dei fedeli e del clero che tornarono nello stesso anno all'ortodossia, con la creazione della nuova eparchia di Mohylëv-Mscislaŭ-Orša che venne ufficialmente riconosciuta dal sovrano polacco e posta sotto la protezione dell'Impero russo nel 1735.
Aderirono all'unione di Brest, le seguenti circoscrizioni ecclesiastiche:
- Arcieparchia di Kiev
- Eparchia di Volodymyr-Brėst
- Eparchia di Luc'k e Ostrog
- Arcieparchia di Polack
- Eparchia di Pinsk e Turaŭ
- Eparchia di Chełm

L'unione dei fedeli di rito bizantino del Regno d'Ungheria si ottenne nel 1648 con l'Unione di Užhorod.